# Robert de França i de Provença

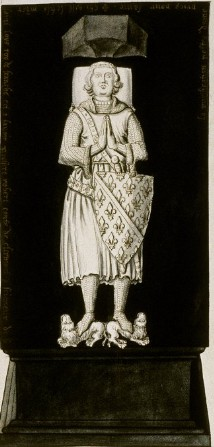
Dibuix de la tomba de Robert, comte de Clermont.

Robert de França i de Provença o Robert de Clermont (1256 - París 1317), príncep de França i comte de Clermont (1268 - 1317). Fill petit del rei Lluís IX de França i Margarida de Provença. Per línia paterna era net de Lluís VIII de França i Blanca de Castella, i per línia materna del comte Ramon Berenguer V de Provença i Beatriu de Savoia. Fou germà del rei Felip III de França. Es casà el 1272 amb Beatriu de Borgonya, filla de Joan de Borgonya i Agnès de Borbó. D'aquesta unió nasqueren:
- l'infant Lluís I de Borbó (1279 - 1342), duc de Borbó, comte de Clermont i de la Marche
- la infanta Blanca de Clermont (1281 - 1304), casada el 1303 amb Robert VII d'Alvèrnia
- l'infant Joan de Clermont (1283 - 1316), comte del Charolais
- la infanta Maria de Clermont (1285 - 1372), prioressa a Poissy
- l'infant Pere de Clermont (1287-d 1330), religiós a París
- la infanta Margarida de Clermont (1289 - 1309), casada el 1308 amb Joan I de Namur